# 甜點酒

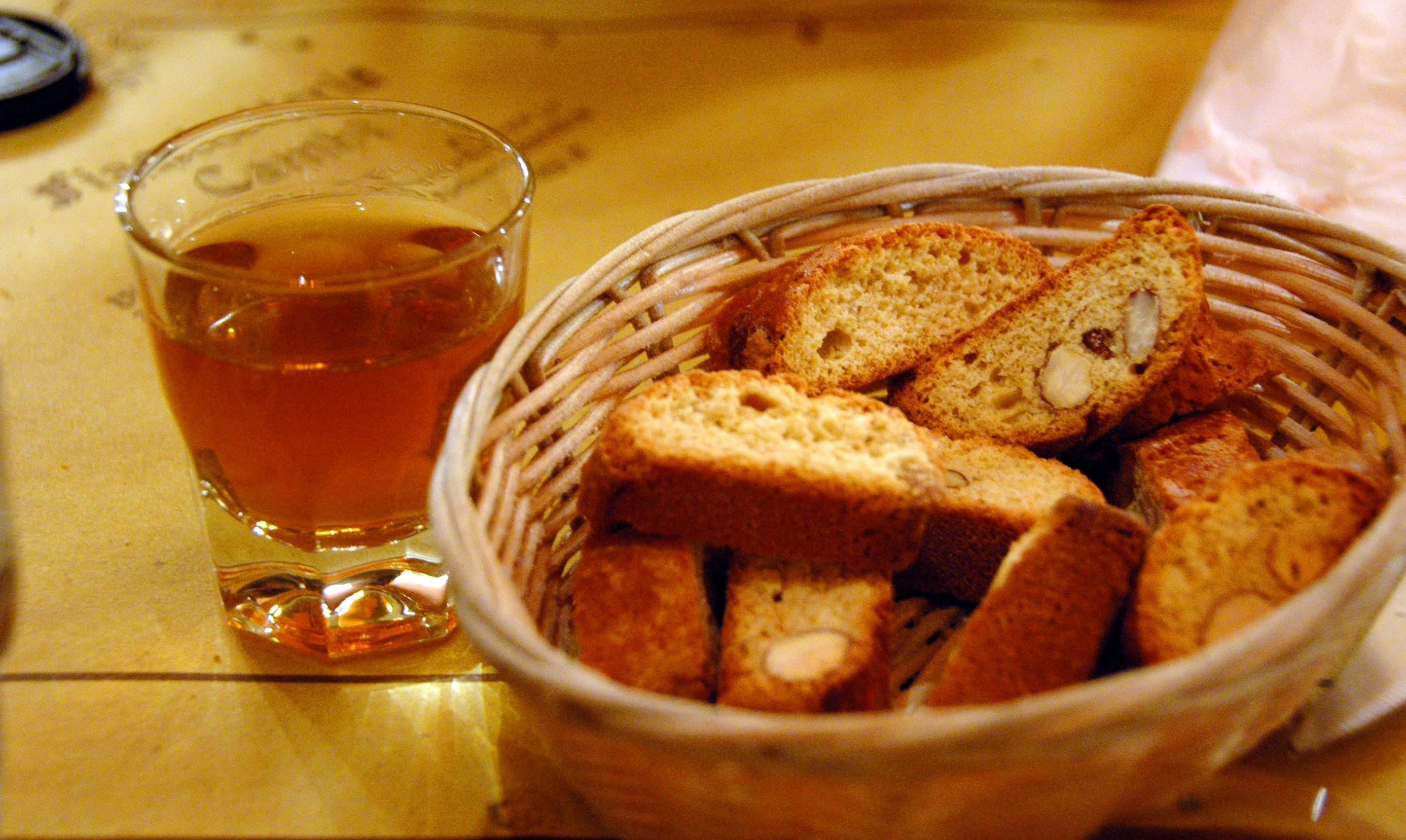
意大利甜酒和脆饼

甜點酒（英語：Dessert wine），又稱餐後甜酒、布丁酒（pudding wine）、甜酒（Sweet wine），是一種甜的葡萄酒，一般來說，是配合餐後的甜點飲用。

## 定義
對於甜點酒，歐洲各國定義各有不同。在英國，甜點酒可以指任何可搭配餐點飲用的甜味葡萄酒，與其相對的，是在正餐之前，飲用的白色加强葡萄酒（如雪莉酒），以及在用餐後飲用的紅色加強葡萄酒（如波特酒）。
相比之下，在美國，甜點酒在法律上被定義為任何酒精度超過14％的酒，包括所有加强葡萄酒，因此其稅率更高。

## 種類
甜酒的基本兩種劃分方式為：加烈甜酒、不加烈甜酒。加烈酒通常指的是一種在製作過程中加入蒸餾酒（通常是白蘭地）的葡萄酒，波特、雪莉酒都屬於加烈酒；不加烈甜酒則是藉由葡萄糖份自然呈現高度濃縮狀態。
著名的甜酒有以下幾種：

### 貴腐酒
貴腐酒係葡萄受到貴腐菌感染，佈滿氣孔，水分自然滲出的同時也被貴腐菌吸收，使得葡萄自然呈現甜度集中。貴腐葡萄的釀造過程極為繁複，除了夜晚有足夠的濕度外，隔日中午須要有陽光，創造讓貴腐菌容易對葡萄造成恰到好處的感染，在感染過程中，會造成大量葡萄不能使用，也使得貴腐酒要價不菲。
著名產區：匈牙利托卡伊、法国波尔多索甸產區

### 晚摘酒
葡萄越成熟，則其糖份越集中。為了釀造甜酒，酒莊會延後採收時間，讓葡萄變得更加成熟，放置更久，葡萄會開始萎縮、自然失去水分，讓糖分提高，其中又以德國晚摘甜酒最有名。不過由於晚摘將面臨越靠近冬天時氣候的變化，在採收上必須有很好的時程控制。
著名產區：德国莱茵高

### 冰酒
冰酒的釀製須在葡萄成熟後，等待寒流，將未採收的葡萄瞬間冰凍，但不能完全結冰時摘採葡萄。此時的葡萄水分已凝固，剩下最精華濃縮的糖份。冰酒的釀造十分考驗釀酒師對採收時間的掌握度，並且在寒流前保持成熟葡萄的健康，其製造原理與風乾葡萄酒相同，但冰酒的製造，適合較為寒冷的地帶。
著名產區：加拿大、奧地利、德國。

### 風乾甜酒
風乾甜酒是將新鮮的葡萄採收後放在稻草、麥稈、竹架或盒子、平臺和木盒上以日曬方式風乾或者通風的屋子裡自然風乾。在葡萄摘採時選擇成熟健康的葡萄，比平時還提早採收，保留更好的酸度，與糖分達到更好的比例。在風乾時葡萄串不能太過緊密，確保葡萄可以持續通風，蒸發水份，風乾過程約需要3-4個月，有的則長達6個月或更久。葡萄經風乾後，失去原來重量的約30~40%。由於水分大量減少，糖分變得更高，風味物質更複雜濃縮，釀出來的葡萄酒顏色更深、單寧豐富、口感濃稠飽滿、香氣馥鬱。
目前以義大利的帕西多（Passito）最為知名。根據義大利法律規定，甜酒不能在葡萄採收的隔年七月一日前販售，且甜酒必須盛裝在容量為0.375公升、1公升或1.5公升，有軟木塞封口的玻璃瓶裡。
著名產區：意大利

### 加烈甜酒
加烈甜酒是指在釀造過程中加入白蘭地，藉由高酒精濃度終止發酵，保留酒中的殘糖。常見的加烈甜酒包含：波特酒、威末酒、雪利酒、玛萨拉酒、马德拉酒、马拉加酒、杜本内酒以及卡曼达蕾雅酒。
著名產區：葡萄牙、西班牙